# Lockheed Martin

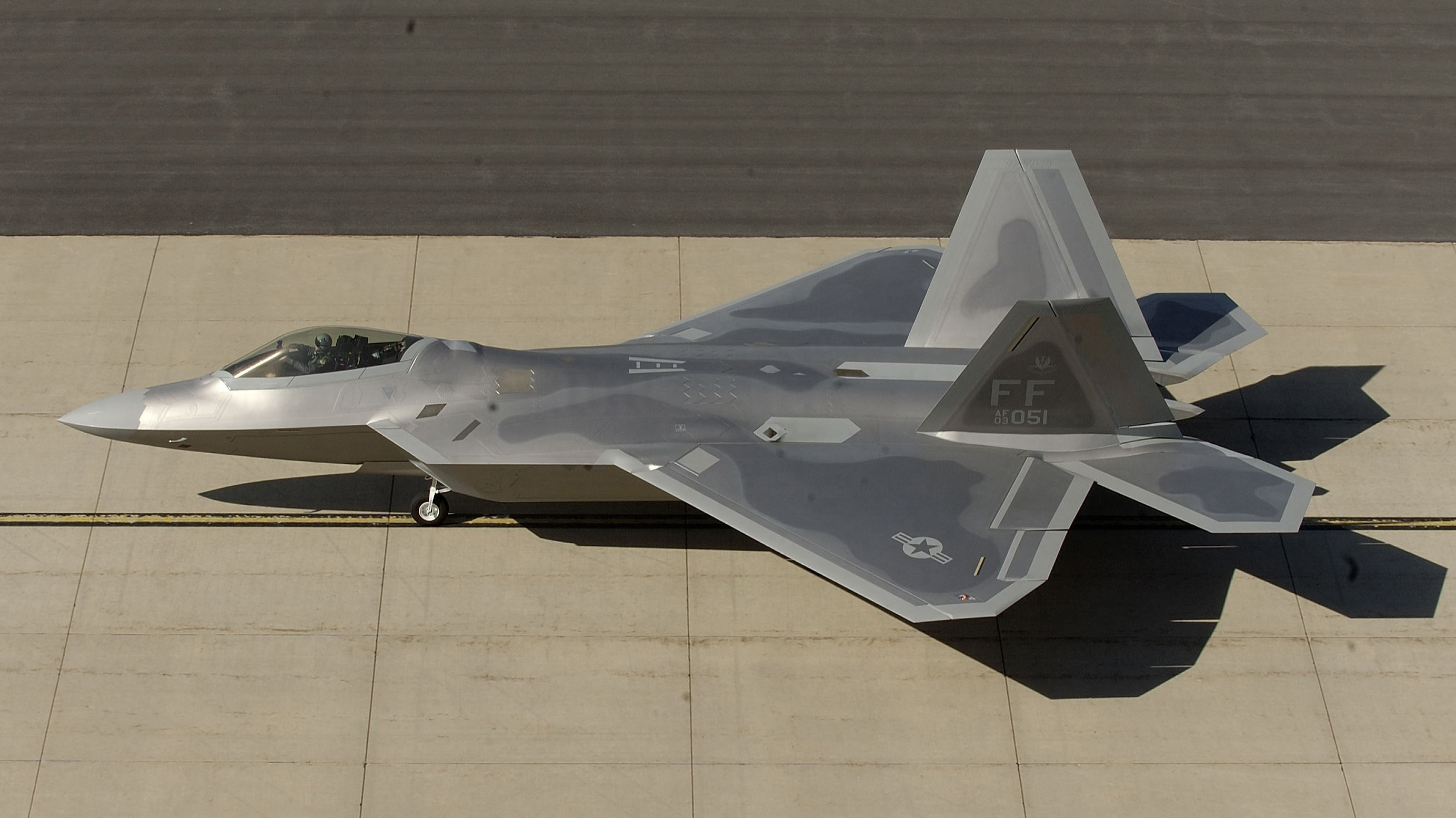
F-22 Raptor

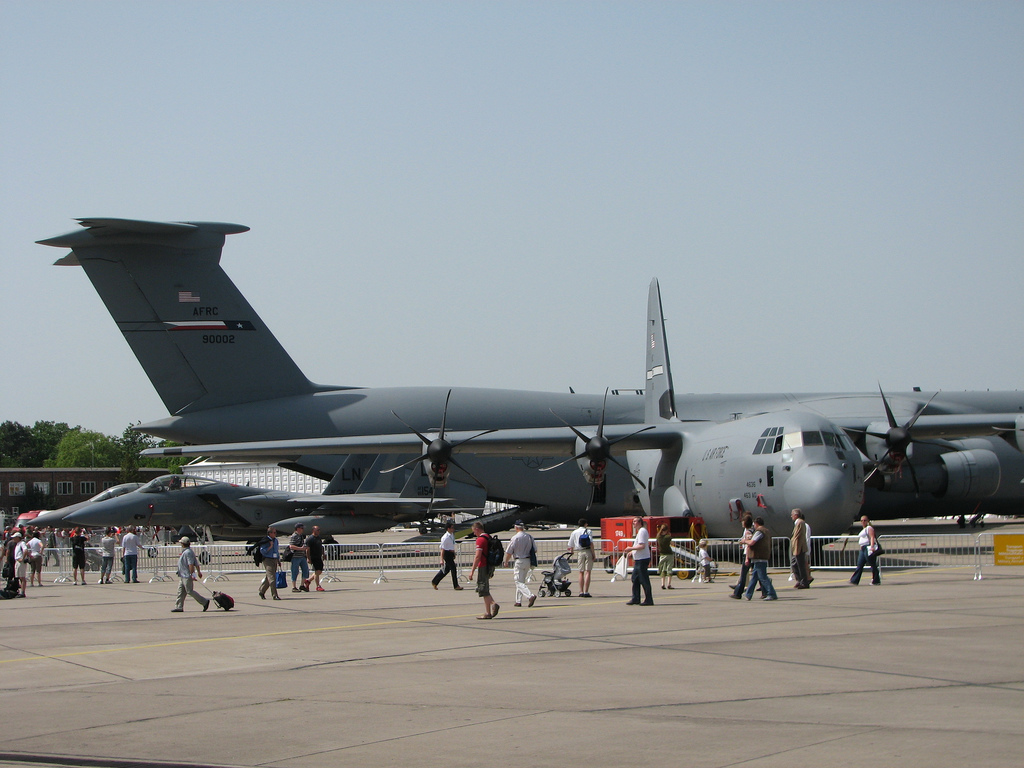
Eine Lockheed C-130 Herkules und das Heck einer Lockheed C-5 Galaxy (links im Hintergrund sind zwei F-15E Strike Eagles)

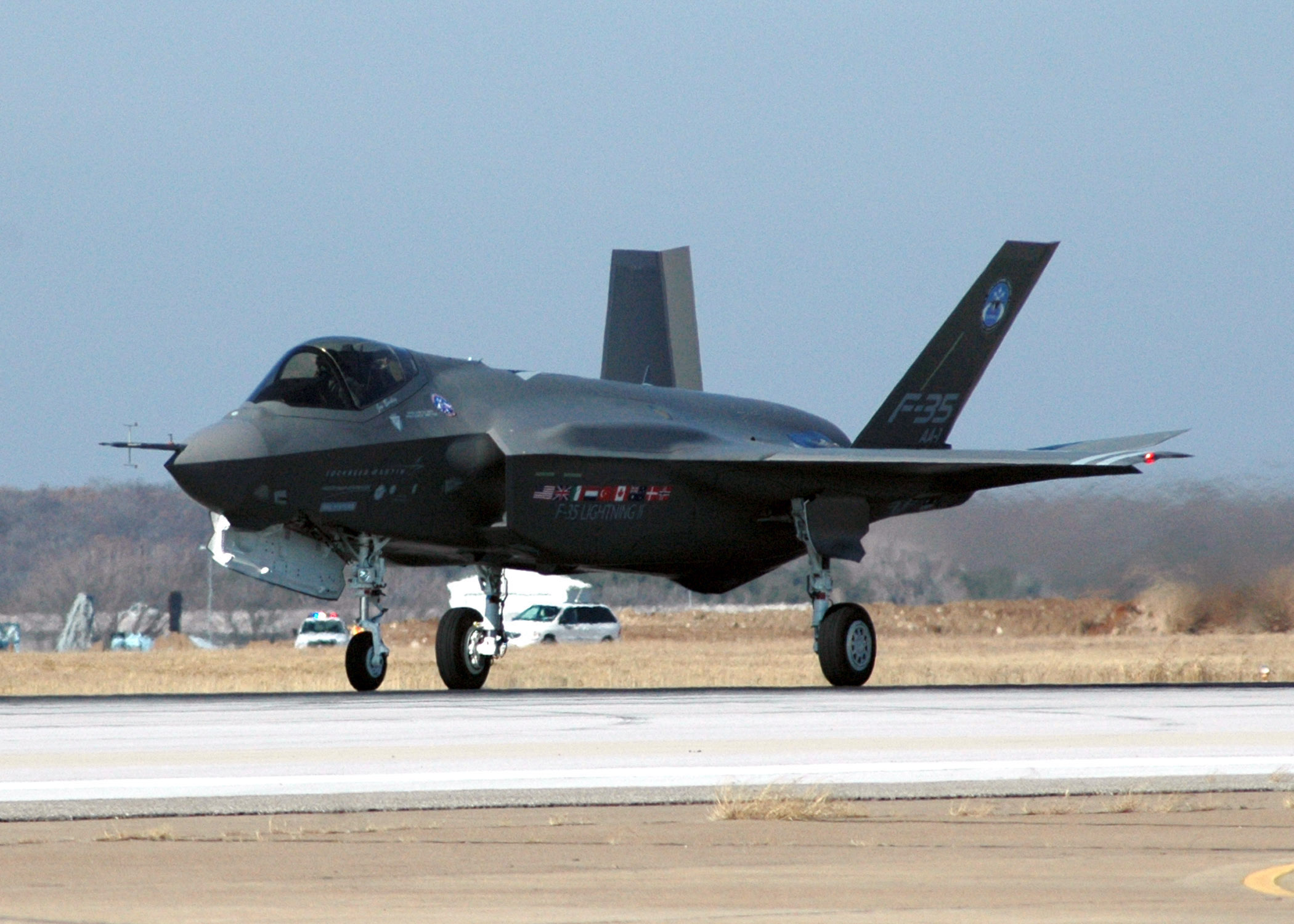
Lockheed Martin F-35

Die Lockheed Martin Corporation [ˌlɔkʰidˈmɑɹtn̩] ist ein US-amerikanischer Rüstungs- und Technologiekonzern, der vor allem in der militärischen sowie zivilen Luftfahrt als auch in der Raumfahrt aktiv ist. Ungefähr 74 % des 2023 erreichten Umsatzes von 67,5 Milliarden US-Dollar wurden durch Käufe der US-amerikanischen Regierung erzielt.

## Geschichte
Die Lockheed Martin Corporation entstand im März 1995 durch Zusammenschluss der Unternehmen Lockheed Corporation und Martin Marietta Corporation. 1996 wurde das Unternehmen Loral Corporation für 9,1 Milliarden US-Dollar aufgekauft. Infolge der Fusion sowie schwerer finanzieller Probleme in den späten 1990er-Jahren wurden große Anteile des Konzerns an den britischen Konkurrenten BAE Systems verkauft. Dieser löste dadurch Lockheed Martin vorübergehend als größten Rüstungskonzern der Welt ab. Nach einer umfangreichen Sanierung konnte Lockheed Martin diesen Titel jedoch bereits 2004 wieder für sich beanspruchen.
Lockheed Martin geriet 1999 in die Schlagzeilen, als eine Marssonde aufgrund eines Einheitenfehlers im Navigationssystem verloren ging. Der Mars Climate Orbiter (MCO) war eine NASA-Sonde zum Mars unter Beteiligung von Lockheed Martin im Rahmen des Discovery-Programms. Die Ursache für den Missionsfehlschlag lag bei Lockheed Martin: Während die NASA den Impuls p im metrischen Internationalen Einheitensystem (SI) mit der Einheit Ns berechnete, wurde die Navigationssoftware des MCO vom Hersteller Lockheed Martin für das imperiale System ausgelegt.
Im Oktober 2001 erhielt Lockheed den Auftrag für das größte Kampfflugzeugprogramm der Nachkriegszeit, den Joint Strike Fighter F-35. Dieser Auftrag brachte dem Konzern neuen Auftrieb.
Die Abteilung Transportation and Security Solutions (Transport- und Sicherheitslösungen) erhielt 2005 den Zuschlag für den Aufbau des Archivierungssystems des Electronic Records Archive (ERA) der National Archives and Records Administration (NARA).
Am 20. Juli 2015 gab Lockheed Martin den Kauf der Sikorsky Aircraft bekannt. Nach eigenen Angaben bezahlte der Konzern 9 Milliarden US-Dollar (beziehungsweise 7,1 Milliarden US-Dollar unter Berücksichtigung der aus der Übernahme resultierenden Steuervorteile). Für Lockheed stellte dieser Schritt nach rund 45-jähriger Abstinenz den Wiedereinstieg in das Helikoptergeschäft dar. Damit gehört auch der zuvor von Sikorsky gekaufte polnische Flugzeughersteller PZL Mielec zum Lockheed-Martin-Konzern.
Einige Produkte der ursprünglichen Firma Lockheed befinden sich seit über 50 Jahren (C-130, P-3) in Produktion oder werden weiterhin von Lockheed Martin betreut und modernisiert und zählen somit neben der Boeing B-52 und der Tupolew Tu-95 zu den langlebigsten militärischen Flugzeugmustern.
Im Dezember 2020 wurden Bestrebungen von Lockheed Martin bekannt, sich Zugriff auf Rohstoffe der Tiefsee, für die Entwicklungsländer Lizenzen haben, zu verschaffen, wobei noch keine globalen Umweltregeln für den Tiefseebergbau bestehen.

## Unternehmen

### Konzerndaten
In der nachfolgenden Tabelle werden die wichtigsten Kennzahlen von Lockheed Martin ab dem Geschäftsjahr 2000 aufgelistet.
|      | Umsatz       | Gewinn       | Marge   | EPS    | FCF    | Dividende | Pay-Out Ratio | Mitarbeiter |
| ---- | ------------ | ------------ | ------- | ------ | ------ | --------- | ------------- | ----------- |
| 2000 | $25,329 Mrd. | -$0,519 Mrd. | -1,67 % | -$1,05 | $3,78  | $0,44     | 11,64 %       | 130.000     |
| 2001 | $23,990 Mrd. | $0,079 Mrd.  | 0,33 %  | $0,18  | $2,79  | $0,44     | 15,77 %       | 125.000     |
| 2002 | $26,578 Mrd. | $0,533 Mrd.  | 2,01 %  | $1,11  | $3,60  | $0,44     | 12,22 %       | 125.000     |
| 2003 | $31,824 Mrd. | $1,053 Mrd.  | 3,31 %  | $2,34  | $2,49  | $0,57     | 22,89 %       | 130.000     |
| 2004 | $35,526 Mrd. | $1,266 Mrd.  | 3,16 %  | $2,51  | $4,82  | $0,91     | 18,88 %       | 130.000     |
| 2005 | $37,213 Mrd. | $1,825 Mrd.  | 4,90 %  | $4,10  | $5,23  | $1,05     | 20,07 %       | 135.000     |
| 2006 | $39,620 Mrd. | $2,529 Mrd.  | 6,38 %  | $5,80  | $6,62  | $1,25     | 18,88 %       | 140.000     |
| 2007 | $41,862 Mrd. | $3,033 Mrd.  | 7,25 %  | $7,10  | $7,73  | $1,47     | 19,02 %       | 140.000     |
| 2008 | $42,731 Mrd. | $3,217 Mrd.  | 7,53 %  | $7,86  | $8,54  | $1,83     | 21,43 %       | 146.000     |
| 2009 | $45,189 Mrd. | $3,024 Mrd.  | 6,69 %  | $7,78  | $5,97  | $2,34     | 39,20 %       | 140.000     |
| 2010 | $45,803 Mrd. | $2,645 Mrd.  | 5,77 %  | $7,45  | $7,40  | $2,64     | 35,68 %       | 132.000     |
| 2011 | $46,499 Mrd. | $2,667 Mrd.  | 5,74 %  | $7,81  | $9,57  | $3,25     | 33,96 %       | 123.000     |
| 2012 | $47,182 Mrd. | $2,745 Mrd.  | 5,82 %  | $8,36  | $1,88  | $4,15     | 220,74 %      | 120.000     |
| 2013 | $45,358 Mrd. | $2,950 Mrd.  | 6,50 %  | $9,13  | $11,36 | $4,78     | 42,08 %       | 115.000     |
| 2014 | $45,600 Mrd. | $3,614 Mrd.  | 7,93 %  | $11,21 | $9,37  | $5,49     | 58,59 %       | 112.000     |
| 2015 | $46,132 Mrd. | $3,605 Mrd.  | 7,81 %  | $11,46 | $13,23 | $6,15     | 46,49 %       | 126.000     |
| 2016 | $47,248 Mrd. | $3,753 Mrd.  | 7,94 %  | $13,39 | $13,61 | $6,77     | 49,74 %       | 97.000      |
| 2017 | $51,048 Mrd. | $1,929 Mrd.  | 3,78 %  | $13,69 | $18,23 | $7,46     | 40,92 %       | 100.000     |
| 2018 | $53,762 Mrd. | $5,046 Mrd.  | 9,39 %  | $17,59 | $6,49  | $8,20     | 126,35 %      | 105.000     |
| 2019 | $59,812 Mrd. | $6,230 Mrd.  | 10,42 % | $21,95 | $20,53 | $9,00     | 43,84 %       | 110.000     |
| 2020 | $65,398 Mrd. | $6,888 Mrd.  | 10,53 % | $24,30 | $22,82 | $9,80     | 42,94 %       | 114.000     |
| 2021 | $67,044 Mrd. | $6,315 Mrd.  | 9,42 %  | $22,76 | $22,75 | $10,60    | 46,59 %       | 114.000     |
| 2022 | $65,984 Mrd. | $5,732 Mrd.  | 8,69 %  | $21,66 | $23,40 | $11,40    | 48,72 %       | 116.000     |
| 2023 | $67,571 Mrd. | $6,920 Mrd.  | 10,24 % | $27,55 | $23,77 | $12,15    | 51,11 %       | 122.000     |

Anmerkung: Gewinn und Marge sind netto, also nach Zinsen und Steuern. Die Pay-Out Ratio der Dividende bezieht sich auf den Free Cash-Flow.

### Aktionärsstruktur
Das Unternehmen liegt zu ca. 74 Prozent im Besitz institutioneller Anleger. Die 10 größten Anteilseigner werden, mit Stichtag 31. Dezember 2023,  in der folgenden Tabelle aufgelistet.
| Anteilseigner                     | Land               | Aktien      | Anteil   | Wert der Beteiligung |
| --------------------------------- | ------------------ | ----------- | -------- | -------------------- |
| State Street Corporation          | Vereinigte Staaten | 37.049.916  | 15,33 %  | $16.147.094.391,12   |
| The Vanguard Group                | Vereinigte Staaten | 22.099.137  | 9,15 %   | $9.631.245.887,34    |
| BlackRock Inc.                    | Vereinigte Staaten | 18.158.813  | 7,52 %   | $7.913.973.881,66    |
| Charles Schwab Corporation        | Vereinigte Staaten | 5.637.923   | 2,33 %   | $2.457.119.601,86    |
| Morgan Stanley                    | Vereinigte Staaten | 5.206.242   | 2,15 %   | $2.268.984.388,44    |
| Capital World Investors           | Vereinigte Staaten | 5.031.450   | 2,08 %   | $2.192.806.539,00    |
| Geode Capital Management, LLC     | Vereinigte Staaten | 4.559.183   | 1,89 %   | $1.986.983.135,06    |
| FMR, LLC                          | Vereinigte Staaten | 4.351.452   | 1,80 %   | $1.896.449.810,64    |
| Bank of America                   | Vereinigte Staaten | 3.209.854   | 1,33 %   | $1.398.918.570,28    |
| Wellington Management Company LLP | Vereinigte Staaten | 2.807.469   | 1,16 %   | $1.223.551.139,58    |
| Sonstige Aktionäre                | Welt               | 133.531.865 | 55,26 %  | $58.195.857.404,30   |
| Gesamt                            |                    | 241.643.304 | 100,00 % | 105.312.984.749,28 $ |

## Produkte
Die Geschäftsfelder von Martin Marietta umfassen auch den Bau von Raketen sowie Fernlenkwaffen. Unter anderem wurden von Lockheed Martin der externe Tank und kleinere Komponenten für die Booster-Raketen des Space Shuttles gebaut.
Das Tochterunternehmen Lockheed Martin Commercial Space System (LMCSS) entwickelt und baut Kommunikations- und Erdbeobachtungssatelliten.

### Militärische Flugzeugtypen(Stand 2020)
- Jagdflugzeuge/Jagdbomber
  - General Dynamics F-16 Fighting Falcon (seit 1974 in Produktion)
  - F-22 Raptor (2002 bis 2011)
  - F-35 Lightning II (seit 2011)
- Aufklärungsflugzeuge
  - P-3 Orion (1961 bis 1990)
  - U-2 Dragon Lady (seit 1955 bis 1989)
- Trainer
  - KAI T-50 (in Kooperation mit Korean Aerospace Industries)
- Hubschrauber
  - Sikorsky S-60
  - Sikorsky S-92
- Transportflugzeuge
  - C-130 Hercules (seit 1954)
  - C-5 Galaxy (1968 bis 1989)
- Zivile Versionen
  - L100 (Zivile Version der C-130)

### Weitere Produkte und Einzelstücke
- Unbemannte Luftfahrzeuge
  - Lockheed Martin RQ-3
  - Lockheed Martin Cormorant
  - Lockheed Martin P-175
  - Lockheed Martin RQ-170

- Artillerie
  - HIMARS
- Luftschiffe
  - Lockheed Martin P-791

### Raketen
- UGM-73 Poseidon – Ballistische Rakete
- Titan-Interkontinentalrakete und Titan-Trägerrakete (1962–2005)
- Trident (SLBM) – Interkontinentalrakete
- Patriot PAC-3 Flugabwehrrakete

### Raumfahrt
- Hubble-Weltraumteleskop
- Stardust
- Orion
- Juno
- Teile der ISS
- X-33

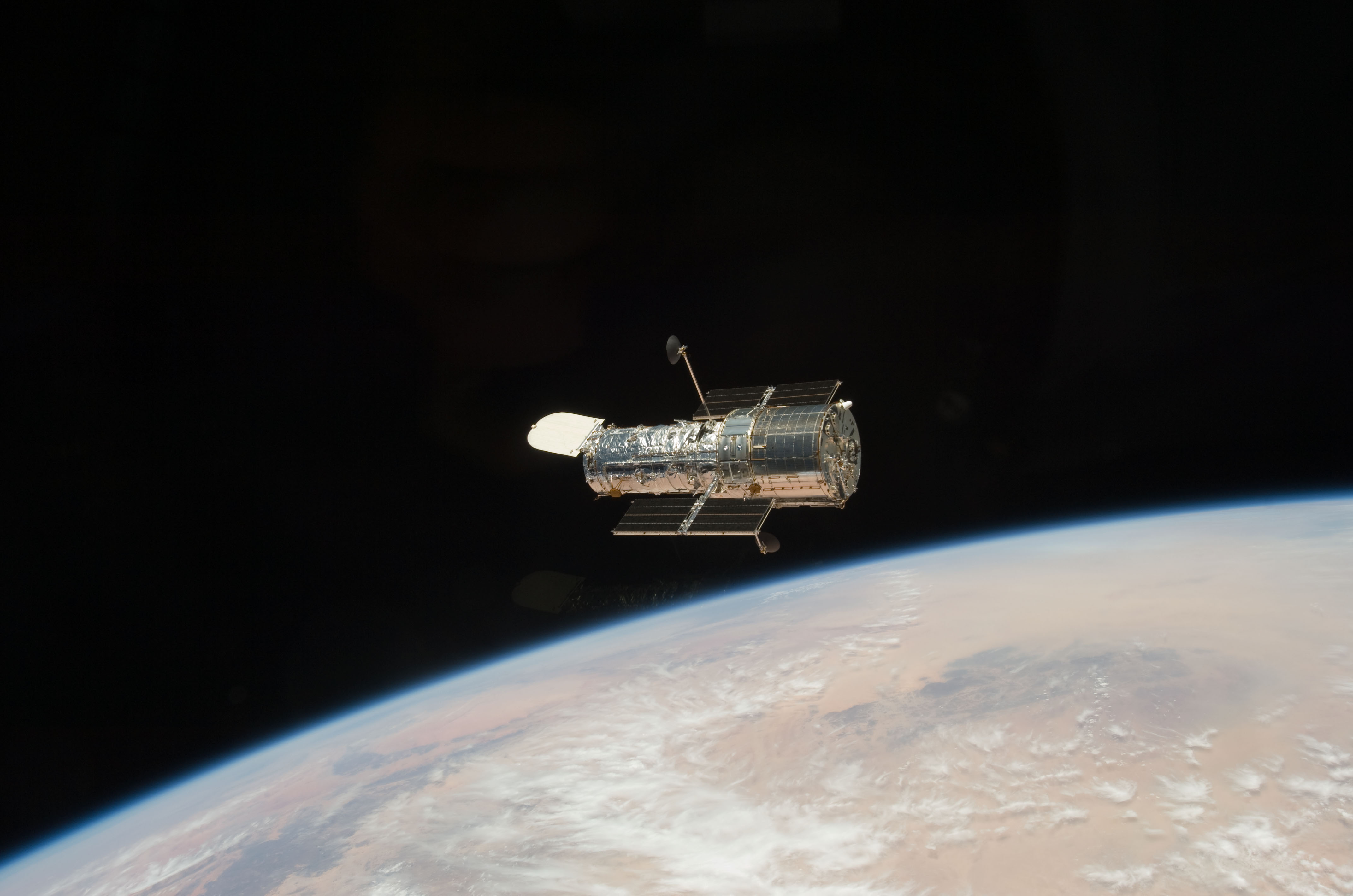
Hubble-Weltraumteleskop

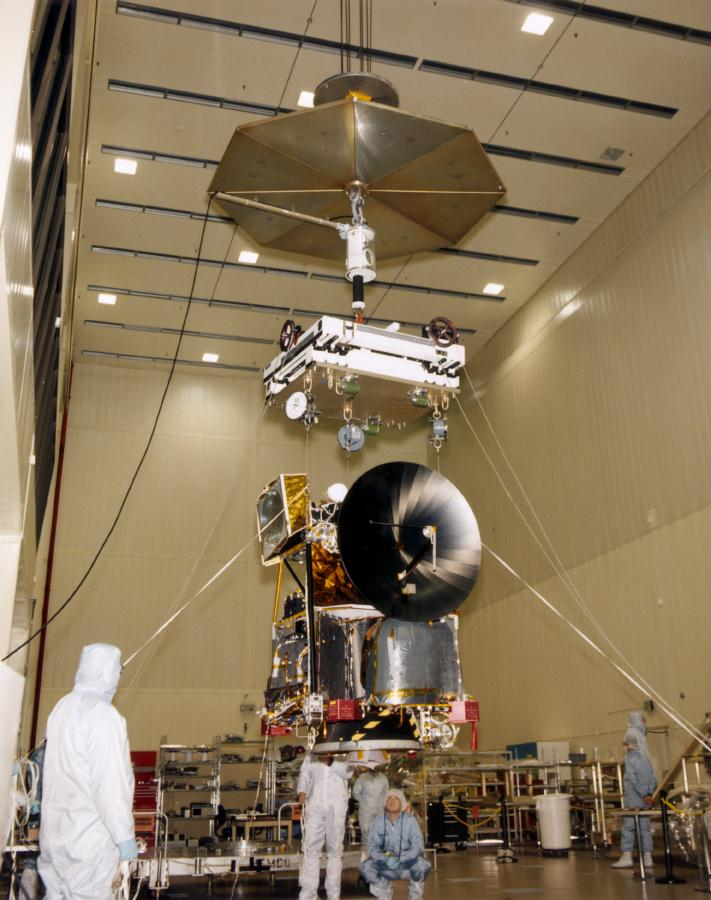
Mars Climate Orbiter

- Demonstration Rocket for Agile Cislunar Operations (DRACO)  in Kooperation mit DARPA und NASA[36]